# Carl August Kronlund
Carl August Verne Kronlund (ur. 25 sierpnia 1865 w Skövde, zm. 16 sierpnia 1937 w Sztokholmie) – szwedzki curler, wicemistrz olimpijski z 1924.
Kronlund był otwierającym w reprezentacji Szwecji podczas Zimowych Igrzyskach Olimpijskich 1924 i wystąpił podczas wygranego 18:10 meczu z Francją. Zespół zajął ostatecznie 2. miejsce. Medal olimpijski Kronlundowi przyznano pośmiertnie dopiero w 2006.
Jest także najstarszym uczestnikiem i medalistą zimowych igrzysk olimpijskich, gdy rywalizował w Chamonix miał 58 lat i 157 dni.

## Drużyna
|          | Czwarty            | Trzeci               | Drugi         | Otwierający          |
| -------- | ------------------ | -------------------- | ------------- | -------------------- |
| ZIO 1924 | Johan Petter Åhlén | Carl Axel Pettersson | Karl Wahlberg | Carl August Kronlund |